# Салтарин
Салтарин (Lepidothrix) — рід горобцеподібних птахів родини манакінових (Pipridae). Включає 8 видів. Представники роду поширені в Південній Америці, а один вид трапляється також в Панамі і Коста-Риці.

## Опис
Самиці цього роду мають зелене оперення з жовтим черевцем, як і самці деяких видів. Решта самців мають чорне оперення з білою або блакитною короною. У деяких видів також жовтий живіт або сині крупи.

## Види
- Салтарин синьоголовий (Lepidothrix coronata)
- Салтарин венесуельський (Lepidothrix suavissima)
- Салтарин білолобий (Lepidothrix serena)
- Салтарин сріблистоголовий (Lepidothrix iris)
- Салтарин бразильський (Lepidothrix vilasboasi)
- Салтарин білогузий (Lepidothrix nattereri)
- Салтарин синьогузий (Lepidothrix isidorei)
- Салтарин блакитноголовий (Lepidothrix coeruleocapilla)